# Олеся Илашчук
Олеся Костянтинивна Илашчук (на украински: Олеся Костянтинівна Ілащук) е украинска журналистка и дипломатка.

## Биография
Родена е на 10 март 1976 година в Чернивци. През 2005 година завършва факултета по история, политология и международни отношения наЧерновицкия университет, като магистър по география. През следващите години работи в частния сектор, занимава се с гещалт терапия. През 2022 година е назначена за посланик на Украйна в България, връчва акредитивните си писма на президента Румен Радев на 7 април 2023 година.